# Sparkasse Tauberfranken
Die Sparkasse Tauberfranken ist eine öffentlich-rechtliche Sparkasse mit Sitz in Tauberbischofsheim, Baden-Württemberg.

## Organisationsstruktur

### Geschäftsausrichtung und Geschäftserfolg
Die Sparkasse Tauberfranken ist eine Anstalt des öffentlichen Rechts und betreibt als Sparkasse das Universalbankgeschäft. Im Verbundgeschäft arbeitet die Sparkasse mit der Landesbausparkasse Baden-Württemberg, dem S-Kreditpartner, der Landesbank Baden-Württemberg, der Deutschen Leasing, der DekaBank und der SV SparkassenVersicherung zusammen.
Die Sparkasse Tauberfranken wies im Geschäftsjahr 2023 eine Bilanzsumme von 3,396 Mrd. Euro aus und verfügte über Kundeneinlagen von 2,584 Mrd. Euro. Gemäß der Sparkassenrangliste 2023 liegt sie nach Bilanzsumme auf Rang 145. Sie unterhält 24 Filialen/Selbstbedienungsstandorte und beschäftigt 483 Mitarbeiter.

### Geschäftsgebiet und Niederlassungen
Die Sparkasse Tauberfranken mit Sitz in Tauberbischofsheim (⊙) betreibt 24 Filialen sowie zahlreiche weitere Geldautomaten (Stand: April 2021). Das Geschäftsgebiet ist der gesamte Main-Tauber-Kreis (ausgenommen die Gemeinde Ahorn) sowie die Gemeinden Höpfingen und Hardheim im Neckar-Odenwald-Kreis. Die Sparkasse Tauberfranken ist in diesem Geschäftsgebiet Marktführer.
Die 24 Filialen verteilen sich auf die folgenden Orte in der Region Tauberfranken:
- Filiale Assamstadt (Rengershäuser Straße 2, 97959 Assamstadt, ⊙)
- Filiale Bad Mergentheim (Härterichstraße 13, 97980 Bad Mergentheim, ⊙)
- Filiale Bestenheid (Haslocher Weg 28, 97877 Wertheim, ⊙)
- Filiale Boxberg (Kurpfalzstraße 31, 97944 Boxberg, ⊙)
- Filiale Creglingen (Hauptstraße 41, 97993 Creglingen, ⊙)
- Filiale Freudenberg (Hauptstraße 121, 97896 Freudenberg, ⊙)
- Filiale Großrinderfeld (Hauptstraße 27, 97950 Großrinderfeld, ⊙)
- Filiale Grünsfeld (Abt-Wundert-Straße 16, 97947 Grünsfeld, ⊙)
- Filiale Hardheim (Bürgermeister-Henn-Straße 1, 74736 Hardheim, ⊙)
- Filiale Höpfingen (Heidelberger Straße 12, 74746 Höpfingen, ⊙)
- Filiale Igersheim (Möhlerplatz 7, 97999 Igersheim, ⊙)
- Filiale Königheim (Hauptstraße 29, 97953 Königheim, ⊙)
- Filiale Königshofen (Hauptstraße 52, 97922 Lauda-Königshofen, ⊙)
- Filiale Külsheim (Hauptstraße 25, 97900 Külsheim, ⊙)
- Filiale Lauda (Josef-Schmitt-Straße 11, 97922 Lauda-Königshofen, ⊙)
- Filiale Markelsheim (Hauptstraße 42, 97980 Bad Mergentheim, ⊙)
- Filiale Niederstetten (Marktplatz 1, 97996 Niederstetten, ⊙)
- Filiale Oststadt (Würzburger Straße 13, 97941 Tauberbischofsheim, ⊙)
- Filiale Tauberbischofsheim (Hauptstraße 68, 97941 Tauberbischofsheim, ⊙)
- Filiale Wartberg (Frankenplatz 17, 97877 Wertheim, ⊙)
- Filiale Weberdorf (Milchlingstraße 15, 97980 Bad Mergentheim, ⊙)
- Filiale Weikersheim (Hauptstraße 14, 97990 Weikersheim, ⊙)
- Filiale Werbach (Hauptstraße 17, 97956 Werbach, ⊙)
- Filiale Wertheim (Rathausgasse 9, 97877 Wertheim, ⊙)

## Geschichte
Die Gründung und Satzung der Sparkasse für den Amtsbezirk Tauberbischofsheim wurde mit Erlass vom 17. Oktober 1853 durch das Großherzogliche Ministerium des Innern genehmigt. Am 9. März 1854 wurde die Sparkasse für den Amtsbezirk Tauberbischofsheim dann gegründet. Spätere Namensführung: 1900–1929 Spar- und Waisenkasse, 1930–1971 Bezirkssparkasse Tauberbischofsheim. Im Jahr 1971 trafen die Verwaltungsratsmitglieder und die Mitglieder der Versammlung der Gewährträger der Bezirkssparkassen Boxberg, Hardheim-Külsheim, Tauberbischofsheim und Wertheim, sowie ein Jahr später Lauda, die Entscheidung zum Zusammenschluss dieser Sparkassen zur Sparkasse Tauberbischofsheim. Die heutige Sparkasse Tauberfranken entstand am 1. Januar 2002 durch den Zusammenschluss der damaligen Sparkasse Tauberfranken in Tauberbischofsheim und der Kreissparkasse Bad Mergentheim mit Sitz in Bad Mergentheim.

## Ausbildung
Die Bank bietet Ausbildungen zum Bankkaufmann und ein DH-Studium zum Bachelor of Arts an. Des Weiteren bietet die Sparkasse Tauberfranken Praktikumsplätze über einen Zeitraum von einer Woche an, um  Schülern die Möglichkeit zu bieten, den Bankberuf näher kennenzulernen.